# Pavel Jégl
Pavel Jégl (* 20. října 1958) je český novinář, po sametové revoluci politik a československý poslanec Sněmovny lidu Federálního shromáždění za Občanské fórum, později za Občanské hnutí.

## Biografie
Ve volbách roku 1990 zasedl do Sněmovny lidu (volební obvod Praha) za OF. Po rozkladu Občanského fóra v roce 1991 přešel do poslaneckého klubu OH. Ve Federálním shromáždění setrval do voleb roku 1992. Ve FS podal spolu dalšími poslanci interpelaci na vládní představitele ohledně podrobností o dislokaci sovětských jaderných zbraní na území Československa.
Koncem roku 1992 se zmiňuje jako tiskový tajemník Občanského hnutí. Strana tehdy vedla spor o zaplacení faktury s reklamní agenturou STUDIO-K. Později působil jako novinář, je redaktorem agentury Mediafax.